# Henri de Pimodan
Pour les articles homonymes, voir Famille de Pimodan.
Henri de Rarécourt de La Vallée de Pimodan, né à La Jumellière (Maine-et-Loire) le 22 octobre 1911 et mort à Ludwiglust (Allemagne) le 18 avril 1945, est un officier de marine français.
Capitaine de corvette, résistant, il est arrêté, torturé, puis meurt en déportation. Deux navires portent successivement son nom.

## Biographie
Henri de Pimodan est le fils de Charles de Rarécourt de La Vallée de Pimodan, officier de cavalerie, et d'Yvonne de La Grandière (petite-fille de l'amiral Pierre-Paul de La Grandière).
Il entre en 1930 à l'École navale. Il en sort 6e et choisit de servir dans les fusiliers marins. 

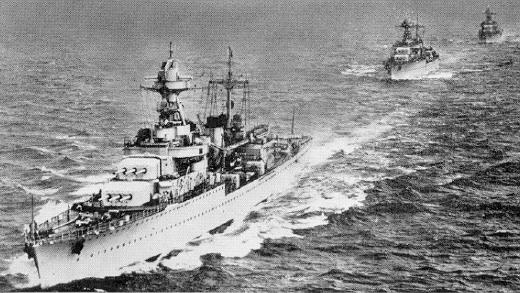
Le Georges Leygues

Il navigue en Atlantique à bord de l'aviso Ville d'Ys puis du ravitailleur de sous-marins Jules Verne, et ensuite en Méditerranée à bord du croiseur lourds Duquesne. En 1937, il est instructeur à l'École des fusiliers. 
Au début de la Seconde Guerre mondiale, nommé lieutenant de vaisseau en 1940, il navigue sur le croiseur Georges Leygues à bord duquel il se distingue à la bataille de Dakar. contre les Anglo-gaullistes. Il embarque sur le croiseur Jean de Vienne basé à Toulon. 
Embarqué sur le Jean de Vienne, il assiste au sabordage de son bâtiment à Toulon le 27 novembre 1942 avec la flotte française. Il est nommé ensuite dans un service de reclassement du personnel, puis au secrétariat d'État à la production industrielle. Il entre dans la Résistance, au sein de l'Organisation de résistance de l'armée,.
Il est arrêté le 5 février 1944 par la Gestapo. Torturé dans l'annexe de la rue Mallet-Stevens de la Gestapo française, il ne parle pas. Il est déporté ensuite au camp de Ludwigslust en Allemagne. Pendant sa captivité, il est promu capitaine de corvette le 1er mars 1945. Il meurt dans le camp le 18 avril 1945,.

## Distinctions
- Chevalier de la Légion d'honneur.
- Croix de guerre 1939-1945.
- Médaille de la Résistance française à titre posthume (décret du 7 juin 1952)[4].

## Hommages
- Navires nommés en son honneur :
  - « Commandant de Pimodan » (F739), aviso dragueur colonial, de 1947 à 1976[5].
  - « Commandant de Pimodan (F787) », aviso de la classe d'Estienne d'Orves, en service de 1978 à 2000[6].

## Sources
- « Pimodan (Henri-Charles de Lavallée de Rarécourt de) », dans Étienne Taillemite, Dictionnaire des marins français, Paris, éditions Tallandier, 2002, 573 p. (ISBN 2-84734-008-4), p. 422
- Site netmarine, notice biographique.
- Site « auxmarins », notice biographique.